# Fuente Encalada
Fuente Encalada ist ein nordwestspanischer Ort und eine Gemeinde (municipio) mit nur noch 89 Einwohnern (Stand: 2024) im Süden der Provinz Zamora in der Autonomen Gemeinschaft Kastilien-León. 

## Lage und Klima
Fuente Encalada liegt am westlichen Rand der Kastilischen Hochebene (Meseta Iberica) in einer Höhe von ca. 755 m. Die Provinzhauptstadt Zamora ist gut 59 Kilometer (Fahrtstrecke) in südsüdöstlicher Richtung entfernt. 
Das gemäßigte Kontinentalklima wird nur selten vom Atlantik beeinflusst.

## Bevölkerungsentwicklung
| Jahr      | 1970 | 1981 | 1991 | 2001 | 2011 | 2021 |
| Einwohner | 288  | 248  | 196  | 142  | 119  | 103  |

## Sehenswürdigkeiten

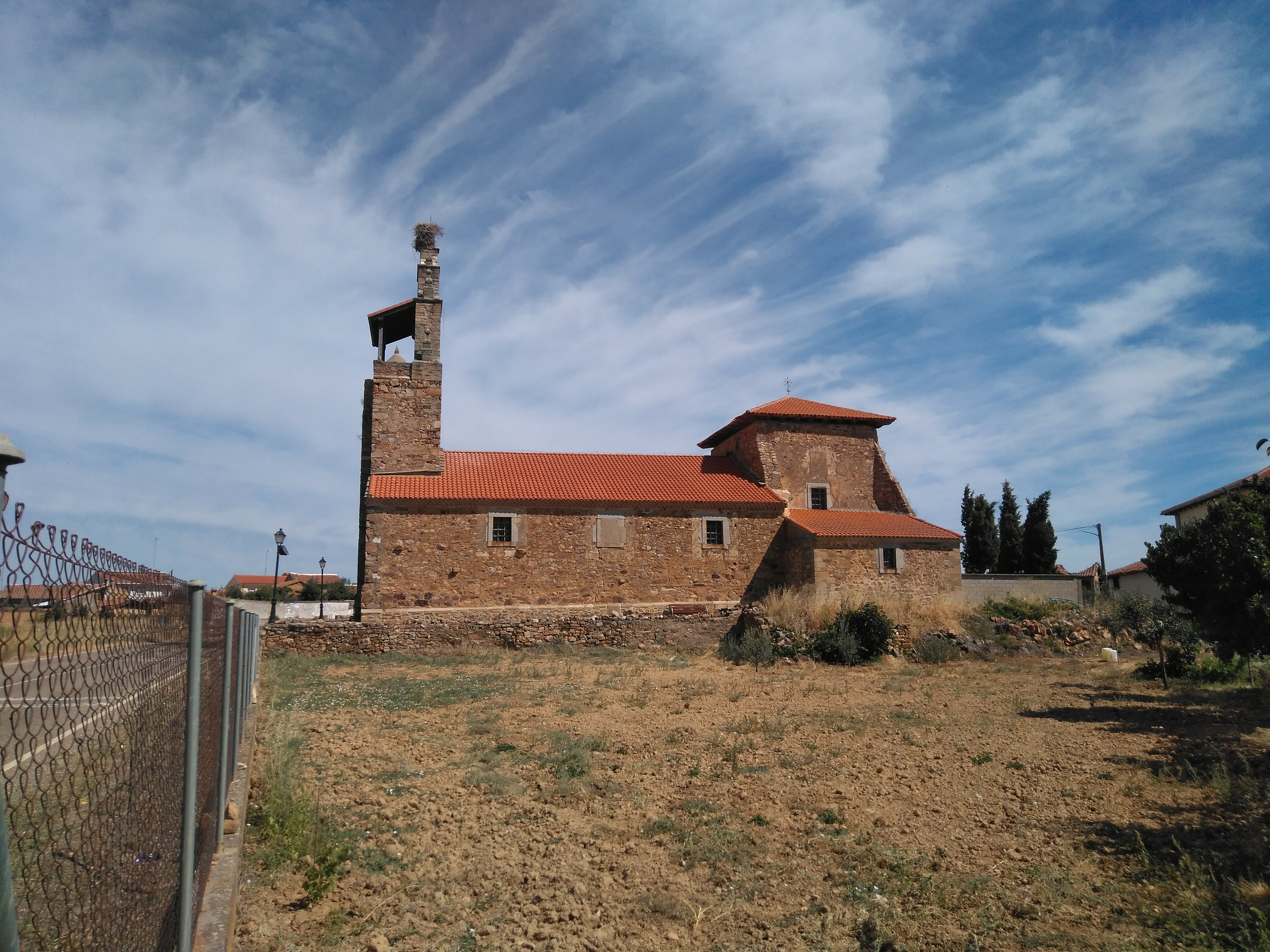
Salvatorkirche
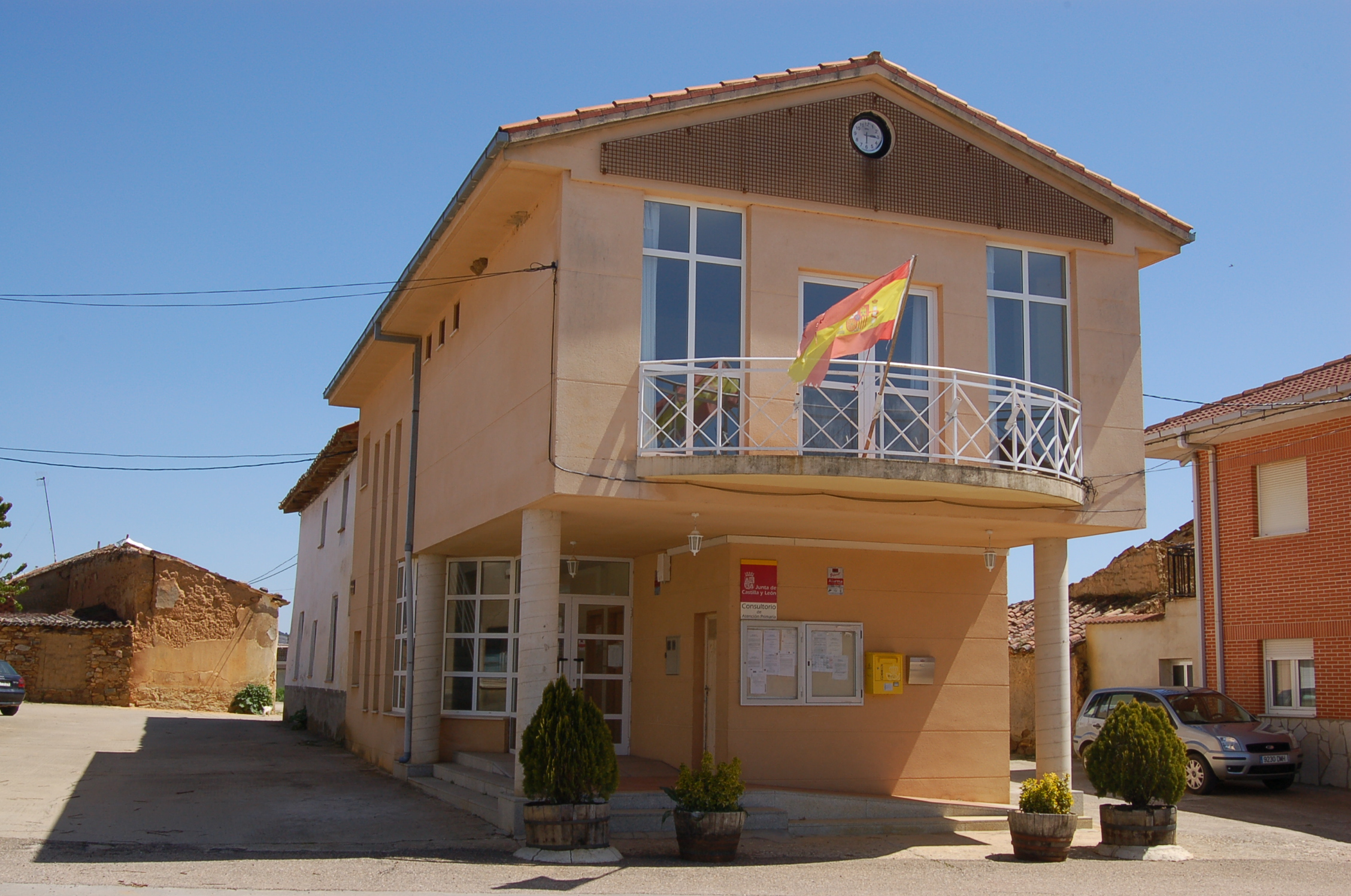
Rathaus

- Salvatorkirche
- Rathaus

## Persönlichkeiten
- Pedro Fernández de Castro Potestad (1115–1184), erster Großmeister des Santiagoordens